# Zàjal
El zàjal o zajal (àrab: زجل, zajal, en àrab andalusí pronunciat zajál) és una forma de la poesia àrab similar a la moaixakha, feta exclusivament en àrab dialectal. És format per un refrany i una estrofa de quatre versos, els tres primers monorims i el quart amb la rima del refrany, després del qual es repeteix el refrany. D'origen andalusí, va ser popularitzat pel poeta cordovès Ibn Quzman (1078 - 1160), va influir diverses formes poètiques medievals, i fou practicada igualment pels sufís. Actualment encara és present al Magrib (en especial a Algèria) i al Líban, país on els seus practicants gaudeixen d'una gran popularitat.
El zàjal es practica de manera semiimprovisada i semicantada i sovint pren la forma d'un debat entre zajjaali (poetes que improvisen el zàjal). Normalment, està acompanyat per instruments de percussió (i ocasionalment per instruments de vent, com el ney) i un cor d'homes (i darrerament també de dones) que canten parts del vers.
A l'estat espanyol, els poetes Rafael Alberti i Llorenç Vidal han fet un ús adaptat d'aquesta mètrica tradicional. El zajal assonantat o arromançat d'aquest darrer combina l'estructura estròfica del zajal clàssic d'Ibn Quzman amb la rima suavitzada del romanç.